# Euophrys baliola
Euophrys baliola là một loài nhện trong họ Salticidae.
Loài này thuộc chi Euophrys. Euophrys baliola được Eugène Simon miêu tả năm 1871.